# Set sants fundadors de la Bretanya
Els Set sants fundadors de la Bretanya foren, segons una construcció literària i hagiogràfica tardana forjada a les acaballes del segle xi, un grup de set monges i ermitans vinguts de Gal·les i de Cornualla devers els segles V i VI, a l'època de l'emigració bretona a Armòrica. Hom els ha considerat fundadors de les set primeres seus episcopals a Armòrica. Aquesta mencionada literatura hagiogràfica procedeix de la voluntat de donar un origen cristià a elements pagans.

## Història
La història dels Set sants és una reinterpretació cristiana de les migracions bretones a Armòrica que en comportaren la celtització (atès que els indígenes gals d'Armòrica ja devien estar del tot romanitzats en aquells moments). Llevat dels territoris de Roaçona, de Naona i de Retz, els quals havien romàs units a la civilització llatina i no s'incorporaren a la Bretanya fins al regnat de Nominoe (mort el 851), la Bretanya s'organitzà en set diòcesis fundades cadascuna per un clergue que, posteriorment, el poble va proclamar «sant», impulsada per la migració dels bretons insulars. Va ser, doncs, guiats per aquests migrants bretons, probablement caps de clan o membres de famílies aristocràtiques obligades a exiliar-se, que: «els bretons forjaren la llegenda dels "set sants fundadors i protectors de l'Església de Bretanya": sant Samsó a Dol, l'únic l'existència del qual s'ha pogut provar; Sant Maclovi a la vila del mateix nom; Sant Brioc a la badia del mateix nom; Sant Tugdual a Tréguier; Sant Pol Aurelià a la vila que esdevindrà «Sant Pol de Léon»; Sant Corentí a Quimper, i Sant Patern (un bisbe gal·loromà) a Vannes».
Els historiadors no han trobat de llur vida més que episodis importants i, especialment, miracles, extrets de vitae tardanes. Aquests relats conten especialment com va ser el seu desembarcament, en «menjadores de pedra» (a propòsit de Sant Maclovi i Sant Brioc). Es tractava, en realitat, d'una mena de barques que encara fan servir actualment a Irlanda, els coracles i els currachs. Amb el transcurs dels segles, els hagiògrafs han acolorat llurs relats amb detalls sense valor històric i, sobretot, amb molts de miracles que confirmarien llur santedat. Sembla que els set sants de Bretanya representaven, a l'Edat Mitjana, una mena d'idiotisme sacral propi de l'imaginari dels antics bretons, i que llur individualització i conversió en figura històrica no és altra cosa que un procés secundari i tardà.
Aquestes set diòcesis, doncs, passaran a formar, juntament amb les de Roaçona i Naona, les nou diòcesis bretones qui perduraran sense canvi fins a la creació dels departaments durant la Revolució Francesa.

## Els set sants
Els Set Sants que haurien fundat set seus episcopals:
- Sant Malo, fundada per sant Maclovi (o Maloù)
- Dol de Bretanya, fundada per sant Samsó
- Sant Brieuc, fundada per sant Brioc
- Tréguier, fundada per sant Tugdual
- Sant Pol de Léon, fundada per sant Pol Aurelià
- Quimper, fundada per sant Corentí
- Vannes, fundada per sant Patern

## El pelegrinatge als Set Sants de Bretanya
La fama de les set sants és a l'origen del Tro Breiz (un recorregut per la Bretanya, en llatí circuitus Britanniae), sovint anomenat també «pelegrinatge als set sants»; hom va crear aquest tour per honrar-los, atès que les llegendes populars entorn d'aquests sants són plens d'innumerables miracles esdevinguts prop de llurs tombes.

## Galeria d'imatges

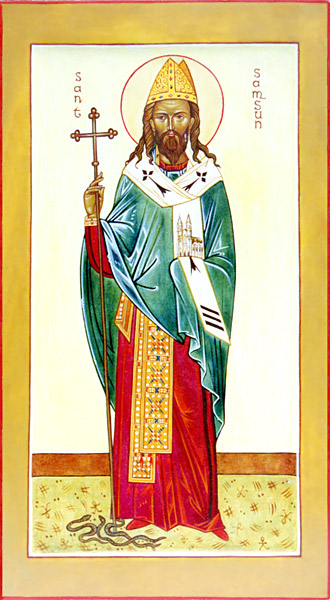
Sant Samsó
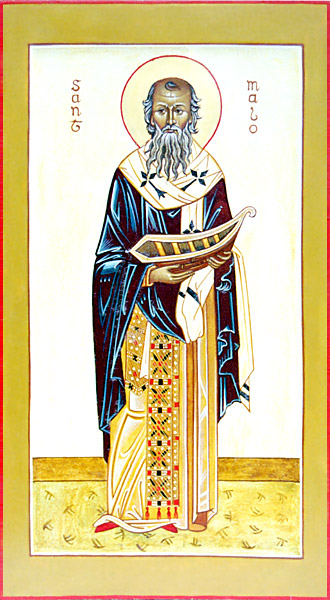
Sant Maclovi
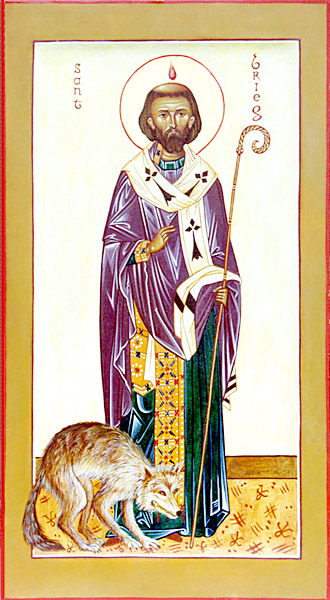
Sant Brioc
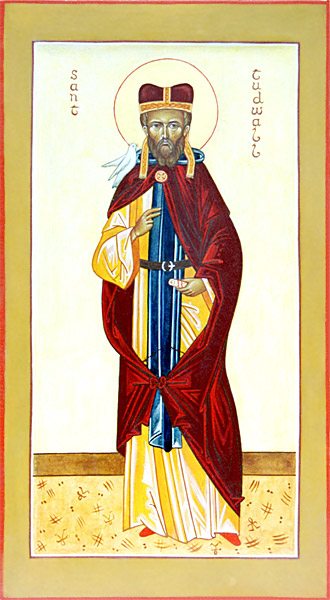
Sant Tugdual
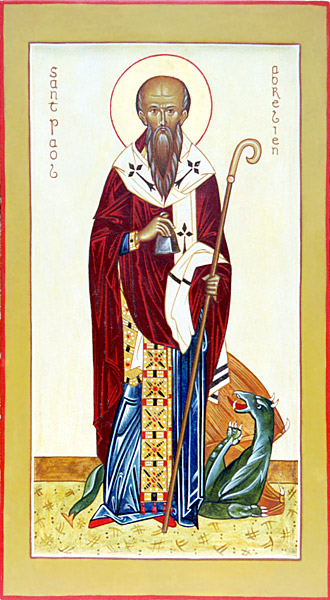
Sant Pol Aurelià
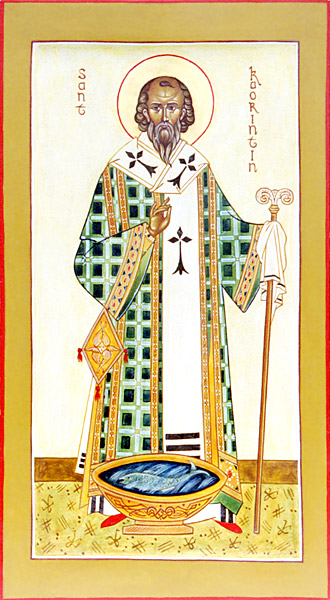
Sant Corentí
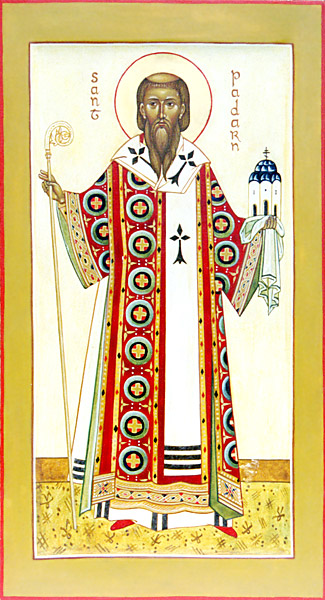
Sant Patern